# Панков, Александр Егорович
Александр Егорович Панков (20 ноября 1953, Дубна, Тульская область — 4 октября 1993, Москва) — старший сержант милиции, участник вооруженного противостояния в Москве в октябре 1993 года, Герой Российской Федерации (1993).

## Биография
Александр Панков родился 20 ноября 1953 года в деревне Дубна Белёвского района Тульской области. В 1976 году окончил школу рабочей молодёжи в посёлке Серебряные Пруды Московской области. В 1971—1973 годах проходил службу в Советской армии. Работал шофёром в совхозе, на заводе, в институте. С января 1978 года — в органах МВД СССР. Неоднократно принимал участие в задержании преступников. К октябрю 1993 года старший сержант милиции Александр Панков был водителем отдела внутренних дел «Зюзино».
4 октября 1993 года, находясь в отпуске, Панков пришёл в своё отделение по неустановленным мотивам. Узнав о событиях в центре Москвы, он настоял на включении себя в состав группы сотрудников отдела, направлявшейся к Белому дому. Панков с закреплённой за ним машиной должен был находиться на безопасном расстоянии, отвозить раненых в больницу, а задержанных — на сборный пункт, а также в случае необходимости подвозить боеприпасы. Тем не менее Панков настоял на том, чтобы занять место вместе со своими коллегами, попросив назначить себя на место водителя, молодого сотрудника милиции. Погиб от выстрела снайпера с гостиницы «Украина». Похоронен на кладбище села Подхожее Серебряно-Прудского района Московской области.
Указом Президента Российской Федерации от 30 декабря 1993 года старший сержант милиции Александр Панков посмертно был удостоен высокого звания Героя Российской Федерации.

## Память
- В Москве в Парке Декабрьского восстания установлен мемориальный постамент А. Е. Панкову.
- На Подхоженской средней школе открыта мемориальная доска[2].
- Имя А. Е. Панкова увековечено на мемориальной доске в здании ГУВД Москвы (Петровка, 38)[3].
- В память об А. Е. Панкове в Серебряно-Прудском районе Московской области ежегодно проводятся турниры по волейболу[3].